# Xung đột Iraq - Kurd
Cuộc xung đột Iraq-Kurd bao gồm một loạt các cuộc chiến tranh và nổi dậy của người Kurd chống lại chính quyền trung ương của Iraq trong thế kỷ 20, bắt đầu ngay sau khi đế chế Ottoman bị đánh bại trong Thế chiến I và kéo dài cho đến khi Mỹ xâm chiếm Iraq vào 2003. Một số đánh dấu cuộc xung đột bắt đầu với nỗ lực của Mahmud Barzanji để thành lập một Vương quốc Kurdistan độc lập, trong khi những người khác lại liên quan đến cuộc xung đột như là cuộc nổi dậy sau năm 1961 bởi Barzanis . Cuộc xung đột kéo dài cho đến khi Mỹ xâm lược Iraq năm 2003, mặc dù căng thẳng giữa quyền tự trị của người Kurd và chính quyền trung ương Iraq vẫn tiếp tục.
Chương đầu tiên của cuộc tranh chấp giữa người Kurd và Iraq sau khi Thế chiến thứ nhất kết thúc và sự xuất hiện của lực lượng Anh. Mahmud Barzanji bắt đầu những nỗ lực ly khai vào năm 1919 vào năm 1922 công bố Vương quốc Kurdistan mà chỉ tồn tại ngắn ngủi. Mặc dù các cuộc nổi dậy của Mahmud đã bị đánh bại, một sheikh người Kurd khác, Ahmed Barzani, bắt đầu tích cực phản đối chính quyền trung ương của Iraq bắt buộc trong những năm 1920. Cuộc nổi dậy đầu tiên của Barzani xảy ra vào năm 1931, sau khi Barzani, một trong những nhà lãnh đạo người Kurd nổi bật nhất ở Bắc Iraq, đã thành công trong việc đánh bại một số bộ lạc người Kurd khác . Cuối cùng anh ta thất bại và trốn tránh ở Thổ Nhĩ Kỳ. Nỗ lực ly khai nghiêm trọng tiếp theo của người Kurd đã được thực hiện bởi người em trai của Ahmed Barzani, Mustafa Barzani năm 1943, nhưng cuộc nổi dậy này đã thất bại, kết quả là sự trục xuất của Mustafa tới Iran, nơi ông tham gia vào nỗ lực thành lập Cộng hòa Kurabad ở Mahabad.
Năm 1958, Mustafa Barzani và các chiến binh lưu vong của ông trở về Iraq, và một nỗ lực đã được thực hiện để thương thuyết về quyền tự trị của người Kurd ở phía bắc với chính quyền Iraq mới của Tướng Qasim. Các cuộc đàm phán cuối cùng thất bại và Chiến tranh Iraq-Kurd đầu tiên nổ ra vào ngày 11 tháng 9 năm 1961, kéo dài cho đến năm 1970 và gây ra 75.000-105.000 thương vong. Mặc dù các nỗ lực giải quyết cuộc xung đột bằng cách cung cấp cho người Kurd quyền tự trị ở miền bắc Iraq (Iraqi Kurdistan), các cuộc đàm phán thất bại trong năm 1974, dẫn đến các chiến sự được gọi là Chiến tranh Iraq-Kurdish lần thứ hai, dẫn tới sự sụp đổ của dân quân Kurd và cuộc tái chiếm của miền bắc Iraq của quân đội Iraq. Kết quả là Mustafa Barzani và phần lớn lãnh đạo KDP (Kurdistan Democratic Party) đã trốn sang Iran, trong khi PUK (Patriotic Union of Kurdistan) giành quyền lực trong khoảng trống, dẫn đầu một chiến dịch nổi dậy chống lại chính phủ trung ương Iraq. Kể từ năm 1976 mối quan hệ PUK và KDP nhanh chóng xấu đi, đạt đến đỉnh điểm vào tháng 4 năm 1978, khi quân đội PUK bị KDP đánh bại, có sự hỗ trợ của các lực lượng không quân Iran và Iraq. Trong thời kỳ này, các nhà chức trách Ba'athist đã có cơ hội thực hiện các dự án di dời và định cư quy mô lớn ở Bắc Iraq, nhằm mục đích thay đổi nhân khẩu học và do đó làm xáo trộn cơ sở của người Kurd.
Cuộc xung đột lại nổi lên như là một phần của Chiến tranh Iran-Iraq, với các đảng Kurdish hợp tác chống Saddam Husein và KDP cũng nhận được sự hỗ trợ quân sự của Cộng hòa Hồi giáo Iran. Vào năm 1986, giới lãnh đạo Iraq đã mệt mỏi với thực thể người Kurd, mạnh lên và không trung thành ở miền Bắc Iraq và bắt đầu một chiến dịch diệt chủng, được gọi là Al-Anfal, nhằm trục xuất các chiến binh người Kurd và trả thù quần chúng người Kurd - một hành động thường được mô tả là diệt chủng người Kurd, ước tính có khoảng 50.000-200.000 thương vong. Sau cuộc Chiến tranh vùng Vịnh, một loạt các cuộc nổi dậy làm rung chuyển Iraq, nhưng chỉ có người Kurd đã thành công trong việc đạt được một vị thế tự trị không được thừa nhận trong một trong những vùng cấm bay của Iraq do liên minh của Hoa Kỳ thiết lập. Vào giữa những năm 1990 cuộc xung đột giữa KDP và PUK đã bùng nổ trở lại, kết quả là một cuộc nội chiến đẫm máu, kết thúc vào năm 1997. Mặc dù nhận được sự thừa nhận lẫn nhau sau cuộc chiến Iraq năm 2003, mà đã lật đổ chính quyền Ba'ath, quan hệ giữa Iraqi Kurdistan và chính phủ trung ương Iraq đã trở nên căng thẳng trong khoảng từ năm 2011-2012 do vấn đề phân chia quyền lực và xuất khẩu dầu mỏ.